# Райнленд
Райнленд (англ. Rhineland) — муніципалітет в Канаді, у провінції Манітоба.

## Населення
За даними перепису 2016 року, муніципалітет нараховував 5945 жителів, показавши зростання на 3%, порівняно з 2011-м роком. Середня густина населення становила 6,2 осіб/км².
З офіційних мов обидвома одночасно володіли 95 жителів, тільки англійською — 5 610, а 240 — жодною з них. Усього 2,840 осіб вважали рідною мовою не одну з офіційних, з них 5 — українську.
Працездатне населення становило 72,2% усього населення, рівень безробіття — 3,4% (4% серед чоловіків та 2,6% серед жінок). 78,3% були найманими працівниками, 21,2% — самозайнятими.
Середній дохід на особу становив $34 223 (медіана $29 632), при цьому для чоловіків — $42 355, а для жінок $25 364 (медіани — $39 328 та $20 533 відповідно).
30,4% мешканців мали закінчену шкільну освіту, не мали закінченої шкільної освіти — 43,3%, 26,3% мали післяшкільну освіту, з яких 24,2% мали диплом бакалавра, або вищий.
| Статево-вікова структура населення | Статево-вікова структура населення | Статево-вікова структура населення | Статево-вікова структура населення | Статево-вікова структура населення |
| ---------------------------------- | ---------------------------------- | ---------------------------------- | ---------------------------------- | ---------------------------------- |
|                                    |                                    |                                    |                                    |                                    |
| Всього                             | Всього                             | 52,3%47,7%                         |                                    |                                    |
| 0 — 14 років                       | 0 — 14 років                       |                                    | 31,6%                              | 31,6%                              |
| 15 — 64 років                      | 15 — 64 років                      |                                    | 62%                                | 62%                                |
| 65 і більше                        | 65 і більше                        |                                    | 6,4%                               | 6,4%                               |
| 85 і більше                        | 85 і більше                        |                                    | 0,3%                               | 0,3%                               |
| Середній вік (років)               | Середній вік (років)               | 29,830,4                           | 30,1                               | 30,1                               |
| Медіана (років)                    | Медіана (років)                    | 25,227,3                           | 26,3                               | 26,3                               |
| — чоловіки — жінки                 |                                    |                                    |                                    |                                    |

| Походження мешканців:     | Походження мешканців:     | Походження мешканців: | Походження мешканців: | Походження мешканців: |
| ------------------------- | ------------------------- | --------------------- | --------------------- | --------------------- |
| Походження                |                           |                       | осіб                  | %                     |
| Корінні американці        | Корінні американці        |                       | 115                   | 1.98%                 |
| Інше північноамериканське | Інше північноамериканське |                       | 1 860                 | 31.96%                |
| Європейське               | Європейське               |                       | 4 315                 | 74.14%                |
| британське                | британське                |                       | 345                   | 5.93%                 |
| французьке                | французьке                |                       | 75                    | 1.29%                 |
| українське                | українське                |                       | 295                   | 5.07%                 |
| Латинськоамериканське     | Латинськоамериканське     |                       | 980                   | 16.84%                |
| Африканське               | Африканське               |                       | 25                    | 0.43%                 |
| Азійське                  | Азійське                  |                       | 25                    | 0.43%                 |

| Зайнятість населення за галузями (за класифікацією NOC): | Зайнятість населення за галузями (за класифікацією NOC): | Зайнятість населення за галузями (за класифікацією NOC): | Зайнятість населення за галузями (за класифікацією NOC): | Зайнятість населення за галузями (за класифікацією NOC): |
| -------------------------------------------------------- | -------------------------------------------------------- | -------------------------------------------------------- | -------------------------------------------------------- | -------------------------------------------------------- |
|                                                          |                                                          |                                                          |                                                          |                                                          |
| Управління                                               | Управління                                               |                                                          | 15,8%                                                    | 15,8%                                                    |
| Бізнес, фінанси та адміністрування                       | Бізнес, фінанси та адміністрування                       |                                                          | 9,2%                                                     | 9,2%                                                     |
| Природничі та прикладні науки                            | Природничі та прикладні науки                            |                                                          | 1,6%                                                     | 1,6%                                                     |
| Охорона здоров'я                                         | Охорона здоров'я                                         |                                                          | 4%                                                       | 4%                                                       |
| Освіта, правозахист, муніципальні та урядові служби      | Освіта, правозахист, муніципальні та урядові служби      |                                                          | 7,5%                                                     | 7,5%                                                     |
| Мистецтво, культура, відпочинок та спорт                 | Мистецтво, культура, відпочинок та спорт                 |                                                          | 1,2%                                                     | 1,2%                                                     |
| Роздрібна торгівля та послуги                            | Роздрібна торгівля та послуги                            |                                                          | 19,9%                                                    | 19,9%                                                    |
| Гуртова торгівля, транспорт та обладнання                | Гуртова торгівля, транспорт та обладнання                |                                                          | 25,3%                                                    | 25,3%                                                    |
| Природні ресурси, сільське господарство                  | Природні ресурси, сільське господарство                  |                                                          | 6,6%                                                     | 6,6%                                                     |
| Виробництво                                              | Виробництво                                              |                                                          | 8,7%                                                     | 8,7%                                                     |

## Населені пункти
До складу муніципалітету входить містечко Альтона, а також хутори, інші малі населені пункти та розосереджені поселення.

## Клімат
Середня річна температура становить 3,3°C, середня максимальна – 24,7°C, а середня мінімальна – -23,6°C. Середня річна кількість опадів – 552 мм.
| Клімат поселення                              | Клімат поселення | Клімат поселення | Клімат поселення | Клімат поселення | Клімат поселення | Клімат поселення | Клімат поселення | Клімат поселення | Клімат поселення | Клімат поселення | Клімат поселення | Клімат поселення | Клімат поселення |
| Показник                                      | Січ.             | Лют.             | Бер.             | Квіт.            | Трав.            | Черв.            | Лип.             | Серп.            | Вер.             | Жовт.            | Лист.            | Груд.            |                  |
| Середній максимум, °C                         | −10,19           | −6,34            | 1,18             | 10,94            | 19,24            | 24,55            | 24,66            | 23,48            | 18,05            | 10,71            | 0,25             | −8,69            |                  |
| Середня температура, °C                       | −16,88           | −13,04           | −5,5             | 4,25             | 12,53            | 17,86            | 20,04            | 18,88            | 13,44            | 6,10             | −4,4             | −13,28           |                  |
| Середній мінімум, °C                          | −23,58           | −19,73           | −12,2            | −2,45            | 5,85             | 11,17            | 15,44            | 14,26            | 8,83             | 1,50             | −8,96            | −17,88           |                  |
| Норма опадів, мм                              | 26               | 20               | 26               | 27               | 68               | 98               | 76               | 69               | 44               | 41               | 29               | 28               |                  |
| Середньомісячна швидкість вітру, м/с          | 4.50             | 4.40             | 4.59             | 4.70             | 4.70             | 4.10             | 3.60             | 3.70             | 4.20             | 4.60             | 4.60             | 4.50             |                  |
| Середньомісячна сонячна радіація, кДж/м²·день | 4410             | 7590             | 12501            | 17096            | 19822            | 20939            | 21803            | 18595            | 12999            | 7792             | 4378             | 3245             |                  |
| --------------------------------------------- | ---------------- | ---------------- | ---------------- | ---------------- | ---------------- | ---------------- | ---------------- | ---------------- | ---------------- | ---------------- | ---------------- | ---------------- | ---------------- |
| Джерело:                                      |                  |                  |                  |                  |                  |                  |                  |                  |                  |                  |                  |                  |                  |